# Theodemir
Theodemir (? – 475) byl král Ostrogótů z amalské dynastie a otec krále Theodoricha Velikého.. Měl dva bratry Valamira a Vidimira. Theodomir byl ariánského vyznání, zatímco jeho manželka Ereleuva byla katolického vyznání, která po křtu přijala jméno Eusabic. Vládl společně se svými bratry jako vazal hunského krále Attily. V roce 469 v bitvě u Bolie úspěšně vedl Ostrogóty proti svazu germánských kmenů a proti východořímskému císaři Leonovi I.
S Ereleuvou měl dvě děti, Theodericha (454–526) a Amalafridu. Když v roce 475 zemřel, jeho nástupcem se stal Theodorich Veliký.